# Елемент Пельтьє
Елемент Пельтьє — це термоелектричний перетворювач, принцип дії якого базується на ефекті Пельтьє — виникненні різниці температур при протіканні електричного струму. В англомовній літературі елементи Пельтьє позначаються TEC (від англ. Thermoelectric Cooler — Термоелектричний охолоджувач).

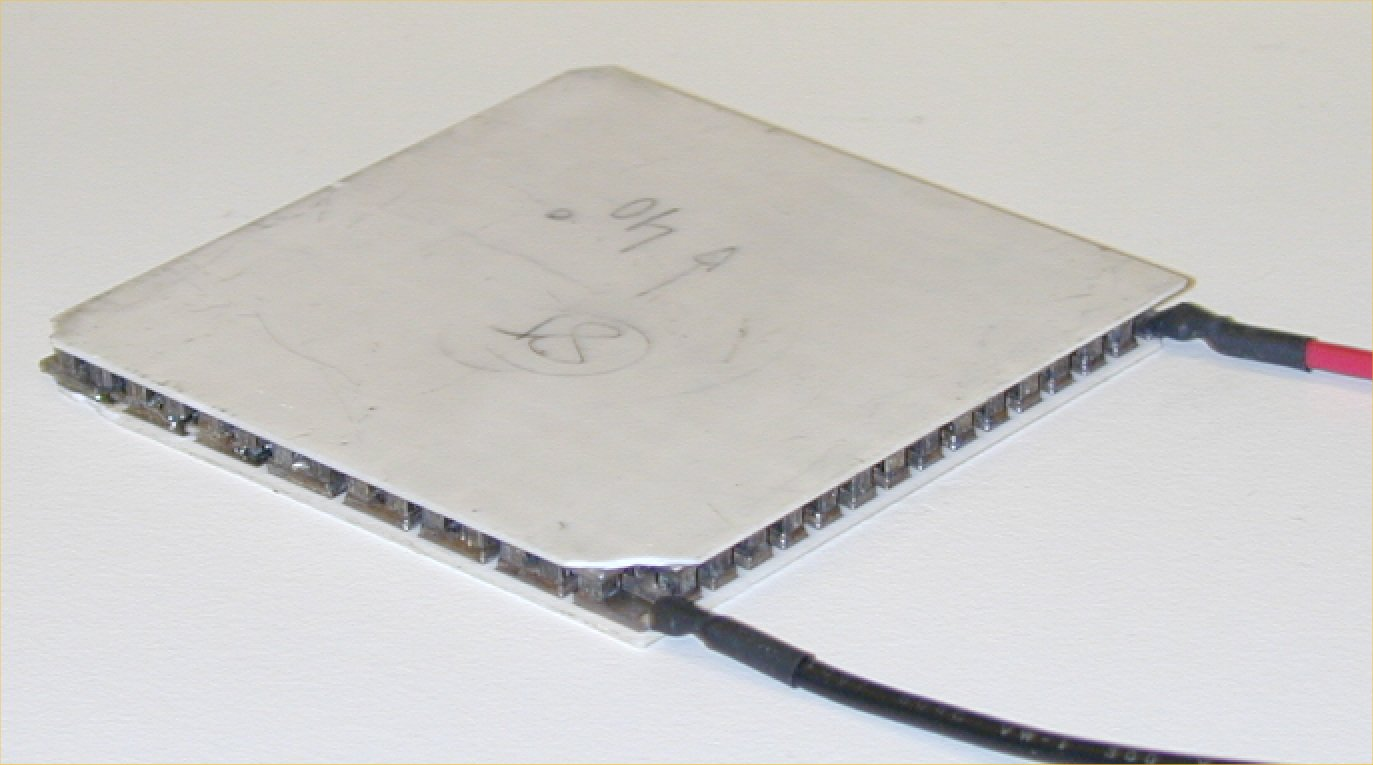
Зовнішній вигляд елемента Пельтьє. При пропущенні струму тепло переноситься з однієї сторони на іншу.

Ефект, зворотний ефекту Пельтьє, називається ефектом Зеебека.

## Принцип дії
В основі роботи елементів Пельтьє лежить контакт двох струмопровідних матеріалів з різними рівнями енергії електронів у зоні провідності. При протіканні струму через контакт таких матеріалів електрон повинен отримати енергію, щоб перейти у більш високоенергетичну зону провідності іншого напівпровідника. При поглинанні цієї енергії відбувається охолодження місця контакту напівпровідників. При протіканні струму в зворотному напрямку відбувається нагрівання місця контакту напівпровідників додатково до звичайного теплового ефекту.
При контакті металів ефект Пельтьє настільки малий, що непомітний на тлі омічного нагріву і явищ теплопровідності. Тому при практичному застосуванні використовуються контакт двох напівпровідників.
Елемент Пельтьє складається з однієї або більше пар невеликих напівпровідникових паралелепіпедів — одного N-типу і одного Р-типу в парі (зазвичай телуриду вісмуту, Bi2Te3 та германіду кремнію), які попарно з'єднані за допомогою металевих перемичок. Металеві перемички одночасно служать термічними контактами і ізольовані непровідною плівкою або керамічною пластинкою. Пари паралелепіпедів з'єднуються таким чином, що утворюється послідовне з'єднання багатьох пар напівпровідників з різним типом провідності, так щоб вгорі були одні послідовності з'єднань (п-> р), а знизу протилежні (p-> п). Електричний струм протікає послідовно через всі паралелепіпеди. В залежності від напрямку струму верхні контакти охолоджуються, а нижні нагріваються  або навпаки. Контакт, у якому струм тече від n до p, буде охолоджуватися, а з іншої сторони з'єднання протилежне (p-> n), там контакт відповідно нагрівається. Таким чином електричний струм переносить тепло з одного боку елемента Пельтьє на протилежну і створює різницю температур.

## Переваги і недоліки
Перевагою елемента Пельтьє є невеликі розміри, відсутність будь-яких рухомих частин, а також газів і рідин. При зміні напрямку струму можливо як охолодження, так і нагрівання — це дає можливість термостатування при температурі навколишнього середовища як вище, так і нижче температури термостатування.
Недоліком елемента Пельтьє є дуже низький коефіцієнт корисної дії, що веде до великої споживаної потужності для досягнення помітної різниці температур. Незважаючи на це, елементи Пельтьє знайшли широке застосування, оскільки без будь-яких додаткових пристроїв можна реалізувати температури нижче 0 °C.
У батареях елементів Пельтьє можливе досягнення теоретично дуже великої різниці температур, у зв'язку з цим краще використовувати імпульсний метод регулювання температури, завдяки якому можна знизити також споживання енергії.

## Застосування
Елементи Пельтьє застосовуються в ситуаціях, коли необхідно охолодження з невеликою різницею температур або енергетична ефективність охолоджувача не важлива. Наприклад, елементи Пельтьє застосовуються в ПЛР-ампліфікаторах, маленьких автомобільних холодильниках, оскільки застосування компресора в цьому випадку неможливо через обмежені розміри, і, крім того, необхідна потужність охолодження невелика.
Крім того, елементи Пельтьє застосовуються для охолодження пристроїв із зарядовим зв'язком в цифрових фотокамерах. За рахунок цього досягається помітне зменшення теплового шуму при тривалих експозиціях (наприклад в астрофотографії). Багатоступінчасті елементи Пельтьє застосовуються для охолодження приймачів випромінювання в інфрачервоних сенсорах.
Також елементи Пельтьє часто застосовуються для охолодження та термостатування діодних лазерів з тим, щоб стабілізувати довжину хвилі випромінювання.
У приладах при низькій потужності охолодження елементи Пельтьє часто використовуються як друга чи третя ступінь охолодження. Це дозволяє досягти температур на 30-40 °C нижче, ніж за допомогою звичайних компресорних охолоджувачів (до -80 °C для одностадійних холодильників і до -120 °C для двостадійних).
Якщо охолоджувати нагрівальну сторону елемента Пельтьє, наприклад за допомогою радіатора і вентилятора, то температура холодної сторони стає ще нижча. У одноступінчастих елементів в залежності від типу елемента і величини струму різниця температур може досягати 70 К.
Найчастіше використовують елементи Пельтьє для побудови автомобільних холодильників. Цьому сприяє:
- схожа вольт-амперна характеристика модулів та автомобільної електронної мережі, що дозволяє уникнути додаткових пристроїв перетворення: низька напруга (12 В), високий струм (0..6 А);
- надійність, через стійкість до змінних механічних навантажень, тряски. Відсутність рухомих деталей робить такі холодильники надзвичайно надійними;
- компактність. Елементи Пельтьє спрощено — дві пластини, яким можна завдати будь-яку форму, головне забезпечити потрібний температурний градієнт.
- тихість. Знов таки, відсутність рухомих компонентів, основних джерел звуків, пояснює цю властивість.
- можливість роботи у вологому або агресивному середовищі через те, що сам елемент є цілком герметичним.

## Типова характеристика модуля
Основні параметри, які характеризують модуль:
- Qmax (Вт) — холодоутворення. Визначається як вся теплова енергія, що передається без втрат з гарячої поверхні на холодну.
- delta Tmax (град) — максимальна різниця температур між поверхнями модуля, яка може бути досягнена в ідеальних умовах: температура гарячої поверхні завжди +27 °C, холодна не відводить тепло.
- Imax (А) — струм, який забезпечує в модулі різницю температур delta Tmax.
- Umax (В) — напруга яка має бути на модулі за умов наявності струму Imax та різниці температур delta Tmax.
- Resistance (Ом) — електричній опір модуля постійному струму.
- COP (Coefficient Of Performance) — коефіцієнт, що позначає відношення потужності охолодження до використаної електричної потужності модуля. Характеризує ККД модуля, зазвичай, має значення 0,3..0,5.

Характеристики типового модуля Пельтьє, який промислово випускається та доступний кінцевому користувачеві TEC1-12706 60W:
- Ширина — 40 мм.
- Довжина — 40 мм.
- Товщина — 4 мм.
- Ресурс — 200 тис. год.
- Допустиме нагрівання гарячої поверхні модуля — до 50 °C.
- Максимальний перепад температури між поверхнями елементу — 75 °C.
- Споживча потужність — 57 Вт.
- Максимальна сила струму — до 6,4 А.
- Максимальна напруга — до 16,4 В.
- Кількість елементів в модулі — 127.

## Особливості використання модулів
- Модулі можна об'єднувати в каскадні збірки для збільшення різниці температур.
- Модуль є оборотним — при зміні полярності постійного струму гаряча та холодна пластини змінюються місцями. Дроти модуля розташовані з різних його боків й мають різний колір. Так, плюсовий має червоний колір, розташований праворуч відносно гарячої сторони модуля.
- Модулі мають бути обладнаними потужними радіаторами, тому що в роботі виробляють велику кількість тепла.
- Модулі споживають великі струми, тому мають бути під'єднати до блоків живленнями товстими мідними дротами.
- Модулі чутливі до пульсації струму, бажано, забезпечувати постійним струмом з пульсацією менш 5 %. Інакше швидко втрачається ККД. Відповідно, для регулювання потужності модулів, не треба використовувати ШІМ-модуляцію.[2]
- Для регулювання потужності модуля потрібно використовувати регулятори електричної потужності — модуль має нелінійну залежність характеристики як від струму, так й від його сили.[3]
- В разі виходу з ладу модуля, він перетворюється в теплоізолятор. Це призводить до швидкого порушення теплового режиму, й відповідно, до аварії всього пристрою.
- Модулі відповідають технічним вимогам протягом 2-х років з дати виготовлення при дотриманні споживачем умов зберігання та експлуатації. Термін експлуатації до 15 років. Строк експлуатації модуля зменшується з підвищенням його температури, її збільшення до температури плавлення олова, що призводить до руйнування модуля, внаслідок порушення теплового контакту зовнішніх пластин із внутрішніми напівпровідниковими елементами.
- Кожний модуль має свою оптимальну напругу де його ККД найбільший. Для найпоширеніших модулів, що складаються із 127 елементів, оптимальнішою є 12В (при максимально допустимій 16В). Збільшення за 12В не істотно збільшує різницю температур на пластинах елементу, проте швидко росте сила струму.
- Потужність модуля залежить від його розміру. Для охолодження великих площ слід застосовувати великі за розміром модулі, використання ж маленьких призведе до великого перепаду температур на обмеженій площі. Тут доведеться не тільки вирішувати задачу рівномірного розповсюджування теплової енергії по всій площині, але й компенсувати прояв побічних наслідків, як-то конденсат, теплове напруження в конструкціях тощо. Особливо небезпечним є утворення конденсату, який призводить до ризику короткого замикання та корозії.